# Carea rhodophila
Carea rhodophila är en fjärilsart som beskrevs av Walker 1865. Carea rhodophila ingår i släktet Carea och familjen trågspinnare. Inga underarter finns listade i Catalogue of Life.